# Záboří (powiat Czeskie Budziejowice)
Záboří – wieś i gmina w Czechach, w powiecie Czeskie Budziejowice, w kraju południowoczeskim. Według danych z dnia 1 stycznia 2014 liczyła 326 mieszkańców.